# 汉斯·保罗·奥斯特

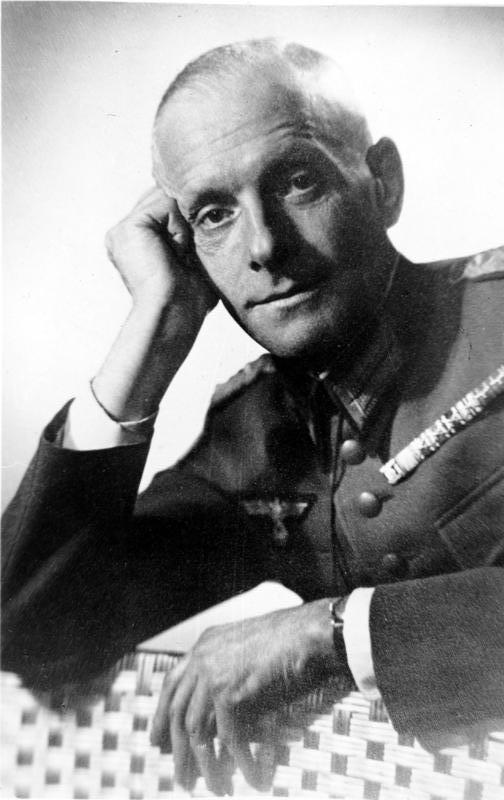
汉斯·保罗·奥斯特

汉斯·保罗·奥斯特（Hans Paul Oster，1887年8月9日—1945年4月9日）是一位纳粹德国德意志國防軍将领以及国防军情报部门阿勃維爾的领导人。
他曾在1938年9月参与奥斯特阴谋。1943年在部分阿勃维尔军官因帮助犹太人逃离德国而被捕后受到牵连，他也因此被捕。7月20日密谋案破产后，奥斯特在受审时供称阿勃维尔局长、海军上将威廉·卡纳里斯是“德国抵抗运动的精神创始人”。盖世太保随后逮捕卡纳里斯，找到了他的日记，从中知晓了奥斯特的反纳粹活动。1945年4月，奥斯特和卡纳里斯、迪特里希·潘霍華在弗洛森比格集中营被处以绞刑。